# World Heavyweight Championship (WWE)
World Heavyweight Championship var en VM-titel inden for wrestling i World Wrestling Entertainment (WWE), der eksisterede mellem 2002 og 2013. I denne periode komplementerede den WWE's originale VM-titel, WWE Championship, indtil de to VM-titler blev forenet under navnet WWE World Heavyweight Championship i december 2013. 
VM-titlen blev skabt i efteråret 2002 af RAW's administrerende direktør, Eric Bischoff. Mellem 2002 og 2013 skiftede WWE's to VM-titler mellem organisationens to brands – RAW og SmackDown – adskillige gange, men WWE's World Heavyweight Championship har for det meste været forbundet med SmackDown.
Til trods for at WWE's World Heavyweight Championship aldrig har opnået samme status i WWE som WWE Championship, har en lang række af de største og mest succesrige WWE-stjerner båret VM-titlen siden 2002, heriblandt Triple H, Shawn Michaels, Randy Orton, The Undertaker og Edge. Ifølge mange WWE-kritikere har VM-titlens prestige lidt af, at mindre succesrige wrestlere som Christian, Jack Swagger, Chris Jericho, The Great Khali og Dolph Ziggler har opnået at blive verdensmestre ved at vinde VM-titlen. Det var en af grundene til, at WWE forenede sine to VM-titler i december 2013, så WWE kun har én verdensmester. 

## Historie
Efter at Brock Lesnar vandt WWE Undisputed Championship i 2002, skrev han en kontrakt med brandet SmackDown!, der gik ud på, at han kun ville forsvare sin titel hos dem. Det efterlod RAW uden en VM-titel og derfor introducerede RAW's administrerende direktør, Eric Bischoff, World Heavyweight Championship som en ny VM-titel. Selve bæltet blev det klassiske "Big Gold Belt", som tidligere havde repræsenteret NWA World Heavyweight Championship og senere WCW World Heavyweight Championship. Triple H blev tildelt titlen med begrundelsen, at han var den seneste til at bære det fysiske bælte. I marts 2003 blev bæltet dog skiftet ud med et lignende bælte med WWE's logo.
Der har været world heavyweight champions (verdensmestre) siden 1904 og senere både i National Wrestling Alliance og World Heavyweight Championship. WWE promoverede også sin VM-titel som WWF World Heavyweight Championship op igennem 1980'erne og 1990'erne. WWE's World Heavyweight Championship var dog en ny titel fra 2002, der ikke historisk set havde noget med de andre titler at gøre. Til gengæld vil tidligere world heavyweight champions kunne refereres til som så, også selvom de nødvendigvis ikke har båret WWE's titel. WWE anerkender eksempelvis Ric Flair som "a 16-time world heavyweight champion" (en 16-dobbelt verdensmester), selv om han aldrig har båret WWE's World Heavyweight Championship. Flair har derimod båret både titlerne hos NWA og WCW. WWF Championship og WCW World Heavyweight Championship blev i 2001 forenet, til hvad der i dag er WWE World Heavyweight Championship (en forening af WWE Championship og WWE's World Heavyweight Championship fandt sted i december 2013).